# Горнє Геранє
Горнє Геранє (хорв. Gornje Ceranje) — населений пункт у Хорватії, у Задарській жупанії у складі міста Бенковаць.

## Населення
Населення за даними перепису 2011 року становило 62 осіб.
Динаміка чисельності населення поселення:

## Клімат
Середня річна температура становить 13,96 °C, середня максимальна – 28,45 °C, а середня мінімальна – 0,07 °C. Середня річна кількість опадів – 841 мм.
| Клімат поселення                              | Клімат поселення | Клімат поселення | Клімат поселення | Клімат поселення | Клімат поселення | Клімат поселення | Клімат поселення | Клімат поселення | Клімат поселення | Клімат поселення | Клімат поселення | Клімат поселення | Клімат поселення |
| Показник                                      | Січ.             | Лют.             | Бер.             | Квіт.            | Трав.            | Черв.            | Лип.             | Серп.            | Вер.             | Жовт.            | Лист.            | Груд.            |                  |
| Середній максимум, °C                         | 10,42            | 11,26            | 13,98            | 17,25            | 22,00            | 25,82            | 28,45            | 27,92            | 23,84            | 19,59            | 13,96            | 11,01            |                  |
| Середня температура, °C                       | 5,26             | 6,08             | 8,82             | 12,07            | 16,82            | 20,65            | 23,97            | 23,43            | 19,36            | 15,10            | 9,46             | 6,53             |                  |
| Середній мінімум, °C                          | 0,07             | 0,91             | 3,64             | 6,90             | 11,66            | 15,48            | 19,48            | 18,95            | 14,86            | 10,63            | 4,96             | 2,04             |                  |
| Норма опадів, мм                              | 72               | 63               | 68               | 72               | 61               | 56               | 32               | 48               | 87               | 95               | 101              | 86               |                  |
| Середньомісячна швидкість вітру, м/с          | 2.43             | 2.60             | 2.80             | 2.70             | 2.37             | 2.16             | 2.19             | 2.04             | 2.20             | 2.28             | 2.74             | 2.67             |                  |
| Середньомісячна сонячна радіація, кДж/м²·день | 5118             | 7908             | 11535            | 16331            | 20456            | 22802            | 24460            | 21348            | 15863            | 10046            | 5581             | 4396             |                  |
| --------------------------------------------- | ---------------- | ---------------- | ---------------- | ---------------- | ---------------- | ---------------- | ---------------- | ---------------- | ---------------- | ---------------- | ---------------- | ---------------- | ---------------- |
| Джерело:                                      |                  |                  |                  |                  |                  |                  |                  |                  |                  |                  |                  |                  |                  |